# Mark Philippi
Mark Philippi (ur. 21 marca 1963) – amerykański zawodnik futbolu amerykańskiego, trójboista siłowy i strongman.
Jeden z najlepszych amerykańskich siłaczy. Mistrz USA Strongman w roku 1997.

## Życiorys
Mark Philippi zadebiutował jako siłacz w 1997 r.
Jest zawodnikiem o jednym z najdłuższych stażów w indywidualnych Mistrzostwach Świata Strongman. Wziął udział w tych zawodach łącznie siedmiokrotnie, w latach 1997, 1998, 1999, 2000, 2001, 2003 i 2005. Najwyższą lokatą, którą zajął w tych zmaganiach jest siódme miejsce na Mistrzostwach Świata Strongman 1997. W Mistrzostwach Świata Strongman 1999, Mistrzostwach Świata Strongman 2000, Mistrzostwach Świata Strongman 2001, Mistrzostwach Świata Strongman 2003 i Mistrzostwach Świata Strongman 2005 nie zakwalifikował się do finałów.
Wziął udział trzykrotnie w elitarnych zawodach siłaczy Arnold Strongman Classic, rozgrywanych w Columbus (USA), w latach 2002, 2004 i 2005.
Jest trenerem, wykładowcą oraz autorem artykułów o sportach siłowych.
Mark Philippi jest właścicielem ośrodka treningowego Philippi Sports Institute, umiejscowionego w Las Vegas, który został uznany przez magazyn Men’s Health za jedną z trzydziestu najlepszych siłowni w USA.
Jest żonaty z Tracey. Mieszka w Las Vegas, w stanie Nevada.
Wymiary:
- wzrost 183 cm
- waga 138 - 150 kg
- biceps 51 cm
- klatka piersiowa 150 cm
- talia 103 cm

Rekordy życiowe:
- przysiad 320 kg
- wyciskanie 250 kg
- martwy ciąg 426 kg

## Osiągnięcia strongman
- 1997

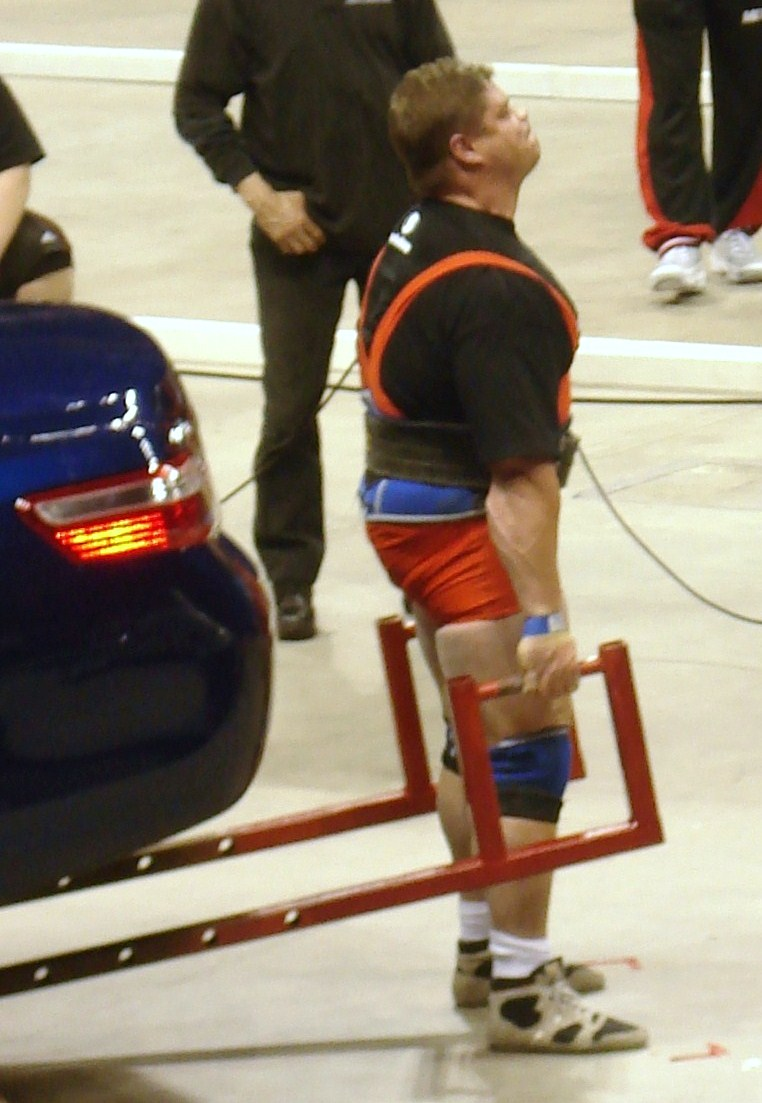
Mark Philippi w konkurencji Martwy ciąg

  - 1. miejsce - Mistrzostwa USA Strongman 1997
  - 2. miejsce - Mistrzostwa World Muscle Power
  - 7. miejsce - Mistrzostwa Świata Strongman 1997, USA
- 1998
  - 1. miejsce - Beauty and the Beast
  - 3. miejsce - Mistrzostwa World Muscle Power
  - 8. miejsce - Mistrzostwa Świata Strongman 1998, Maroko (kontuzjowany)
- 1999
  - 2. miejsce - Mistrzostwa World Muscle Power
- 2001
  - 3. miejsce - Mistrzostwa USA Strongman
- 2002
  - 4. miejsce - Arnold Strongman Classic
  - 8. miejsce - Mistrzostwa USA Strongman 2002
- 2003
  - 3. miejsce - Mistrzostwa USA Strongman
- 2004
  - 4. miejsce - Arnold Strongman Classic
  - 9. miejsce - Super Seria 2004: Moskwa
  - 6. miejsce - Drużynowe Mistrzostwa Świata Par Strongman 2004
  - 4. miejsce - Mistrzostwa USA Strongman 2004
- 2005
  - 4. miejsce - Arnold Strongman Classic
- 2006
  - 4. miejsce - FitExpo Strongman 2006
  - 10. miejsce - Super Seria 2006: Mohegan Sun
- 2007
  - 6. miejsce - Super Seria 2007: Mohegan Sun
  - 5. miejsce - Super Seria 2007: Venice Beach
  - 4. miejsce - Mistrzostwa Ameryki Północnej Strongman 2007
- 2008
  - 9. miejsce - Super Seria 2008: Nowy Jork